# 青梅街道インターチェンジ
青梅街道インターチェンジ（おうめかいどうインターチェンジ）は、東京都練馬区に建設中の東京外かく環状道路のインターチェンジである（名称は仮称）。

## 概要
2021年現在建設中の東京外環自動車道東京区間（東京外かく環状道路）に設置される予定のハーフインターチェンジであり、当インターより大泉ジャンクション、関越自動車道方面への入口と、同方面からの出口を設置予定である。なお、上記区間は地上部が住宅地であり、当初は高架での建設を予定していたが、周辺住民の反対により一時計画が凍結された。ところが、その結果今もなお東京都道311号環状八号線や目白通りに慢性的な渋滞が発生しており、また関越自動車道、東北自動車道、常磐自動車道各道の関東北部方面から中央自動車道、東名高速道路の関東南西部方面へ抜ける際（逆方向も）、現状首都高速道路を経由するために本来であれば都心を通る必要のない車両が都心を通らざるを得なくなり、首都高速道路の混雑も見受けられた。この結果、計画が見直され、2012年に着工に至った。当時既に建設予定地には住宅地が形成されていたため、大深度地下での建設を余儀なくされた。
青梅街道インターチェンジの建設をめぐり、練馬区側は大泉インターチェンジの混雑緩和などにつながるため設置を求めてきたが、杉並区側は環境悪化につながるため設置に反対していた。結果、関越道方面の利用が多いと見込まれ、練馬区側だけのハーフインターでも整備効果があるとしてハーフインターとして設置されることとなった。

### 接続する道路（予定）
- 東京都道・埼玉県道4号東京所沢線（青梅街道）
- 東京都市計画道路幹線街路外郭環状線の2（計画）

## 沿革
- 2012年9月5日 : 着工[4]。
- 2015年10月 : 用地買収取得率が面積ベースで12%、件数ベースで16%[5]。
- 2015年11月 : 用地買収取得率が面積ベースで13%、件数ベースで16%[6]。
- 2016年2月 : 用地買収取得率が面積ベースで15%、件数ベースで18%[7]。
- 2016年8月 : 用地買収取得率が面積ベースで19%、件数ベースで22%[8]。
- 2016年11月 : 用地買収取得率が面積ベースで21%、件数ベースで24%[9]。
- 2018年2月 : 用地買収取得率が面積ベースで24%、件数ベースで27%[10]。
- 2018年11月 : 用地買収取得率が面積ベースで24%、件数ベースで28%[11]。
- 2020年6月 : 用地買収取得率が面積ベースで29%、件数ベースで37%[12]。
- 2021年8月 : 用地買収取得率が面積ベースで32%、件数ベースで43%[13]。
- 2022年1月 : 用地買収取得率が面積ベースで33%、件数ベースで46%[14]。
- 2022年10月 : 用地買収取得率が面積ベースで35%、件数ベースで48%[15]。
- 未定 : 東京外環道 東名JCT - 大泉JCT間開通に伴い供用開始予定。

## 接続する自動車専用道路（予定）
C3 東京外かく環状道路
中央JCT/東八道路IC(仮称・事業中) - 青梅街道IC(仮称・事業中) - 目白通りIC(仮称・事業中) - 大泉JCT/IC